# Brévainville
Brévainville és un municipi francès, situat al departament del Loir i Cher i a la regió de Centre – Vall del Loira. L'any 2007 tenia 174 habitants.

## Demografia

### Població
El 2007 la població de fet de Brévainville era de 174 persones. Hi havia 84 famílies, de les quals 32 eren unipersonals (24 homes vivint sols i 8 dones vivint soles), 32 parelles sense fills, 16 parelles amb fills i 4 famílies monoparentals amb fills.
La població ha evolucionat segons el següent gràfic:
Habitants censats

### Habitatges
El 2007 hi havia 161 habitatges, 89 eren l'habitatge principal de la família, 59 eren segones residències i 13 estaven desocupats. Tots els 161 habitatges eren cases. Dels 89 habitatges principals, 72 estaven ocupats pels seus propietaris i 17 estaven llogats i ocupats pels llogaters; 3 tenien dues cambres, 18 en tenien tres, 28 en tenien quatre i 39 en tenien cinc o més. 86 habitatges disposaven pel capbaix d'una plaça de pàrquing. A 42 habitatges hi havia un automòbil i a 38 n'hi havia dos o més.

### Piràmide de població
La piràmide de població per edats i sexe el 2009 era:
| Homes | Edats   | Dones |
| ----- | ------- | ----- |
| 0     | 95 o +  | 0     |
| 0     | 90 a 94 | 0     |
| 4     | 85 a 89 | 0     |
| 0     | 80 a 84 | 0     |
| 12    | 75 a 79 | 8     |
| 16    | 70 a 74 | 8     |
| 12    | 65 a 69 | 4     |
| 0     | 60 a 64 | 4     |
| 0     | 55 a 59 | 4     |
| 0     | 50 a 54 | 0     |
| 4     | 45 a 49 | 4     |
| 4     | 40 a 44 | 4     |
| 12    | 35 a 39 | 8     |
| 4     | 30 a 34 | 8     |
| 4     | 25 a 29 | 8     |
| 8     | 20 a 24 | 4     |
| 0     | 15 a 19 | 4     |
| 0     | 10 a 14 | 4     |
| 0     | 5 a 9   | 4     |
| 8     | 0 a 4   | 4     |

## Economia
El 2007 la població en edat de treballar era de 98 persones, 79 eren actives i 19 eren inactives. De les 79 persones actives 70 estaven ocupades (41 homes i 29 dones) i 9 estaven aturades (2 homes i 7 dones). De les 19 persones inactives 11 estaven jubilades, 2 estaven estudiant i 6 estaven classificades com a «altres inactius».

### Ingressos
El 2009 a Brévainville hi havia 85 unitats fiscals que integraven 175 persones, la mediana anual d'ingressos fiscals per persona era de 18.720 €.

### Activitats econòmiques
Dels 3 establiments que hi havia el 2007, 1 era d'una empresa de fabricació de material elèctric, 1 d'una empresa de construcció i 1 d'una empresa de comerç i reparació d'automòbils.
L'únic servei als particulars que hi havia el 2009 era un guixaire pintor.
L'any 2000 a Brévainville hi havia 16 explotacions agrícoles que ocupaven un total de 1.664 hectàrees.

## Poblacions més properes
El següent diagrama mostra les poblacions més properes.